# 東華三院王余家潔紀念小學
東華三院王余家潔紀念小學（英語：T.W.G.Hs Wong Yee Jar Jat Memorial Primary School），由東華三院於1996年9月開辦，是香港將軍澳一所男女全日制津貼小學，主要以中文授課。另外，本校與深圳寶安區翻身實驗小學結為姊妹學校。

## 歷史
1996年由企業家王華湘向東華三院捐助350萬港元興建，以王華湘的夫人王余家潔冠名，15周年校慶前其子王忠桐（曾任東華三院主席）再向此校捐贈70萬港元。

## 課外活動發展
該校十分著重學生的課外活動發展，體育發展、音樂發展、英語話劇、男子英文集誦隊都有出色表現。男子英文集誦隊曾多次奪得四至六年級男子英文詩詞集誦冠軍。英語話劇組近年除了囊括各獎項，更獲評判推介演出獎，得到在外公演機會。

## 校長
- 蘇碧婷：1996年至2007年（由同系鄧肇堅小學調任；現為順德聯誼總會李金小學校長）
- 馮展財：2007年至2014年
- 馬詠兒（署理校長）（副校長）：2014年至2015年
- 劉秀萍女士︰現任校長

## 升中派位
於2018年開始與東華三院呂潤財紀念中學「斷龍」，不過升中派位出色。該校大部分學生都能升讀該區比較出名學校。

## 校際比賽成績
- 2017年「全港中小學生歷史、文化常識問答比賽」冠軍[3]

## 外部鏈接
- 東華三院王余家潔紀念小學 （页面存档备份，存于）